# Aconit napel
Aconitum napellus subsp. napellus
Sous-espèce
Classification phylogénétique
Statut de conservation UICN

 NT  : Quasi menacé
L'aconit napel , ou casque-de-Jupiter, Aconitum napellus subsp. napellus, est une sous-espèce de plantes à fleurs de la famille des Ranunculaceae. Il s'agit de la sous-espèce type de l'espèce Aconitum napellus.
Ce sont des plantes extrêmement toxiques pour l'être humain, pouvant facilement entraîner la mort.

## Autre dénominations
L'aconit napel est aussi désigné sous les noms de capuche de moine, capuchon, coqueluchon, napel, pistolet, sabot du pape, aconit tue-loup bleu, aconit bicolore, tore bleue, casque-de-Jupiter

## Histoire et légendes
L'aconit est connu depuis l'Antiquité pour l'activité toxique de ses alcaloïdes puisqu'on l'utilisait pour la chasse ou pour empoisonner l'eau potable[réf. nécessaire].
Dans la mythologie grecque, l'aconit est issu de la bave des crocs de Cerbère, chien féroce à trois têtes gardant l'entrée des Enfers et ramené sur Terre par Héraclès.
Dans le mythe de Jason et des Argonautes, Médée utilise de l'aconit pour essayer de tuer Jason, lorsque ce dernier manifeste sa volonté de ne plus être son amant,.
Durant l'hiver 183 av. J.-C., Hannibal se serait suicidé avec un mélange d'aconit et de ciguë qu'il détenait dans une de ses bagues pour éviter d'être livré aux Romains. 
Les Gaulois l'ont utilisé pour chasser les loups et les ours qui occupaient les forêts en en enduisant leurs flèches.
Au Moyen Âge, Aconitum napellus était considérée comme une plante magique associée à la magie noire, crainte par les loups-garous, les vampires et les démons. Elle était prescrite par certains rebouteux et guérisseurs à ceux qui se pensaient transformés en loup,.
À la Renaissance, l'aconit était utilisé par la famille Borgia, notamment à cause de l'atroce agonie que son ingestion provoque.

## Description

### Appareil végétatif

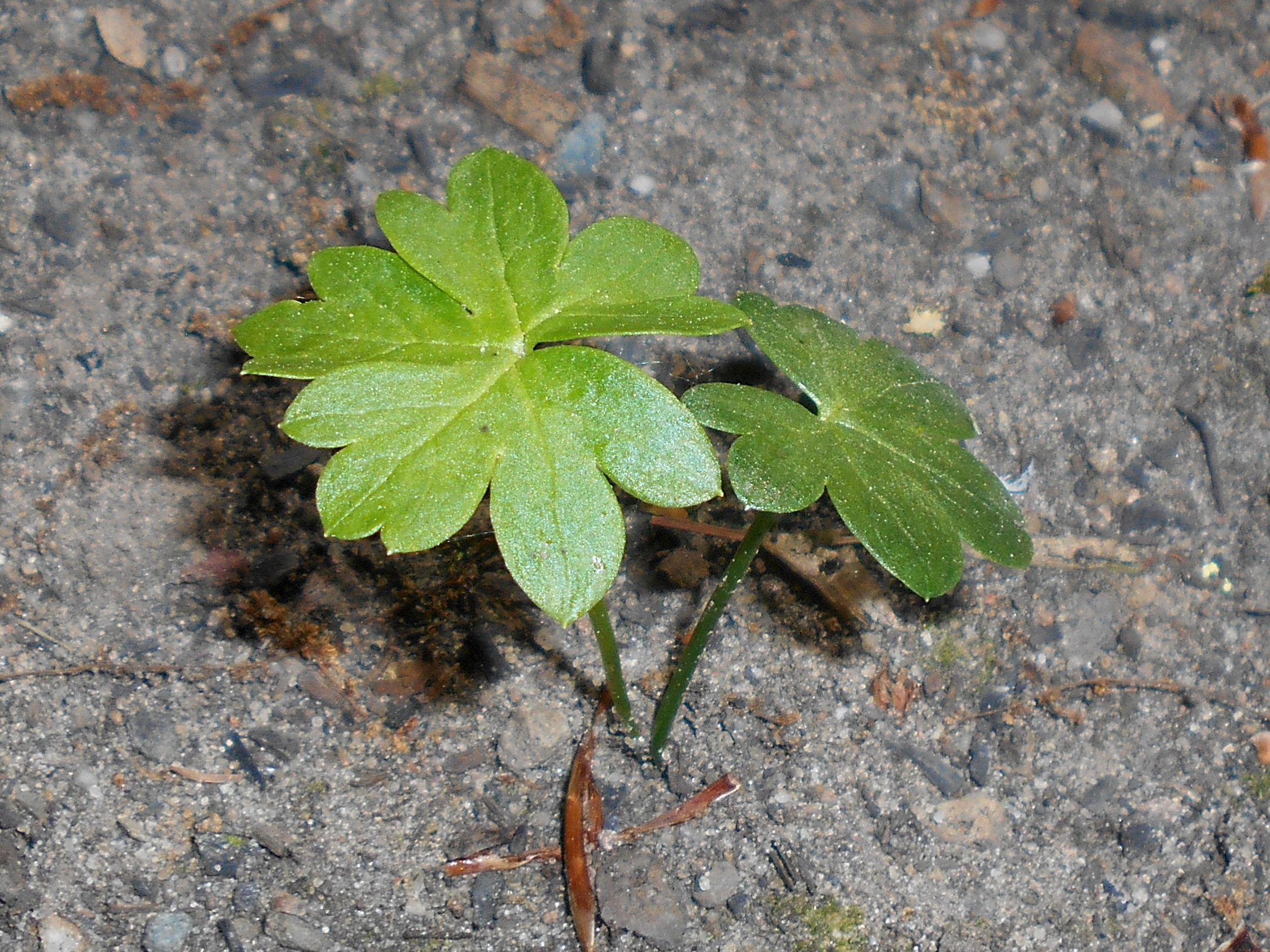
Jeune plante.
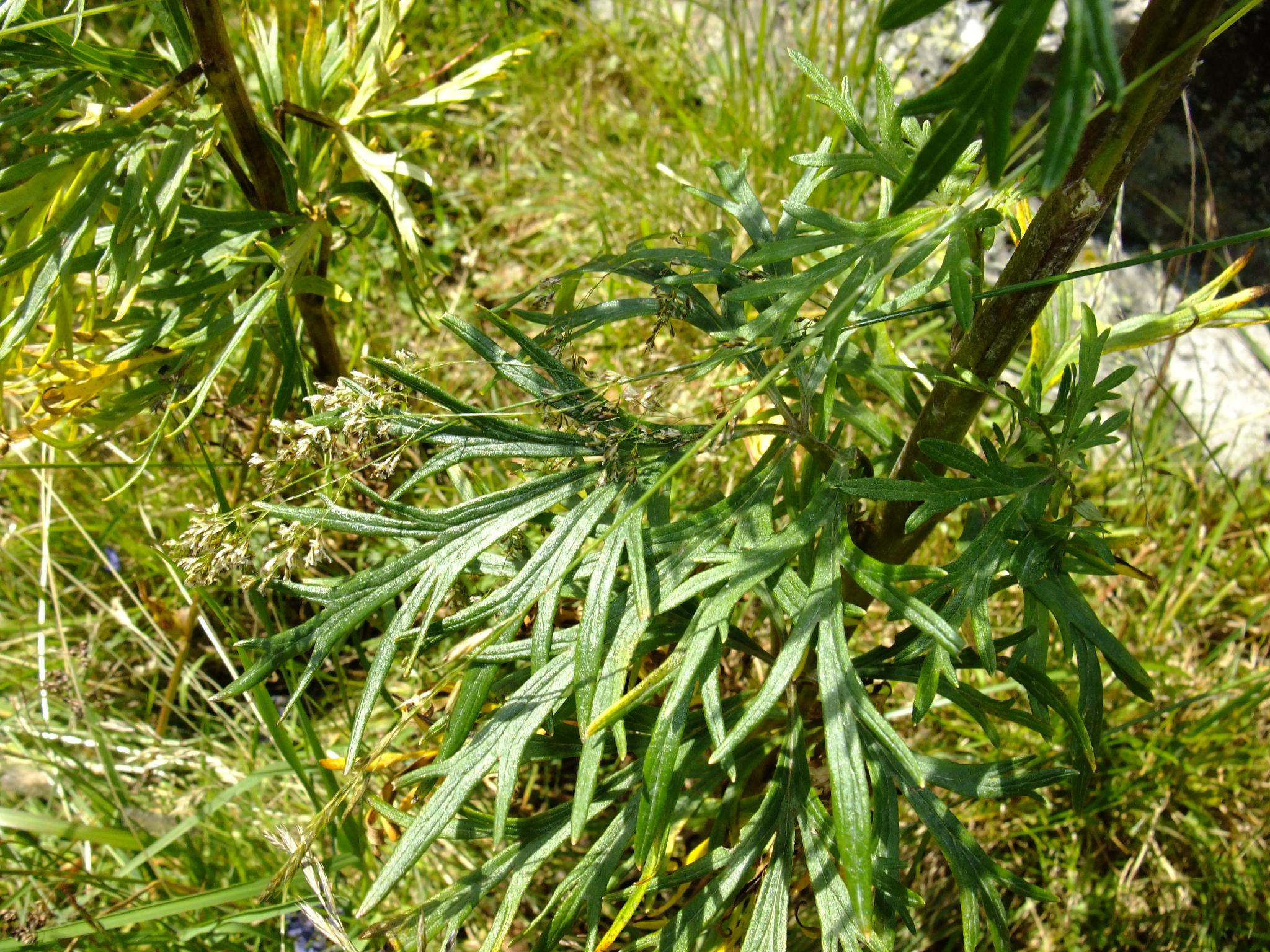
Tige.
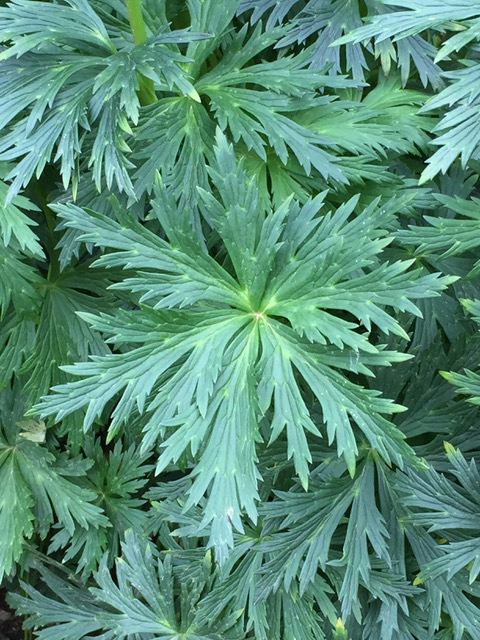
Feuilles.
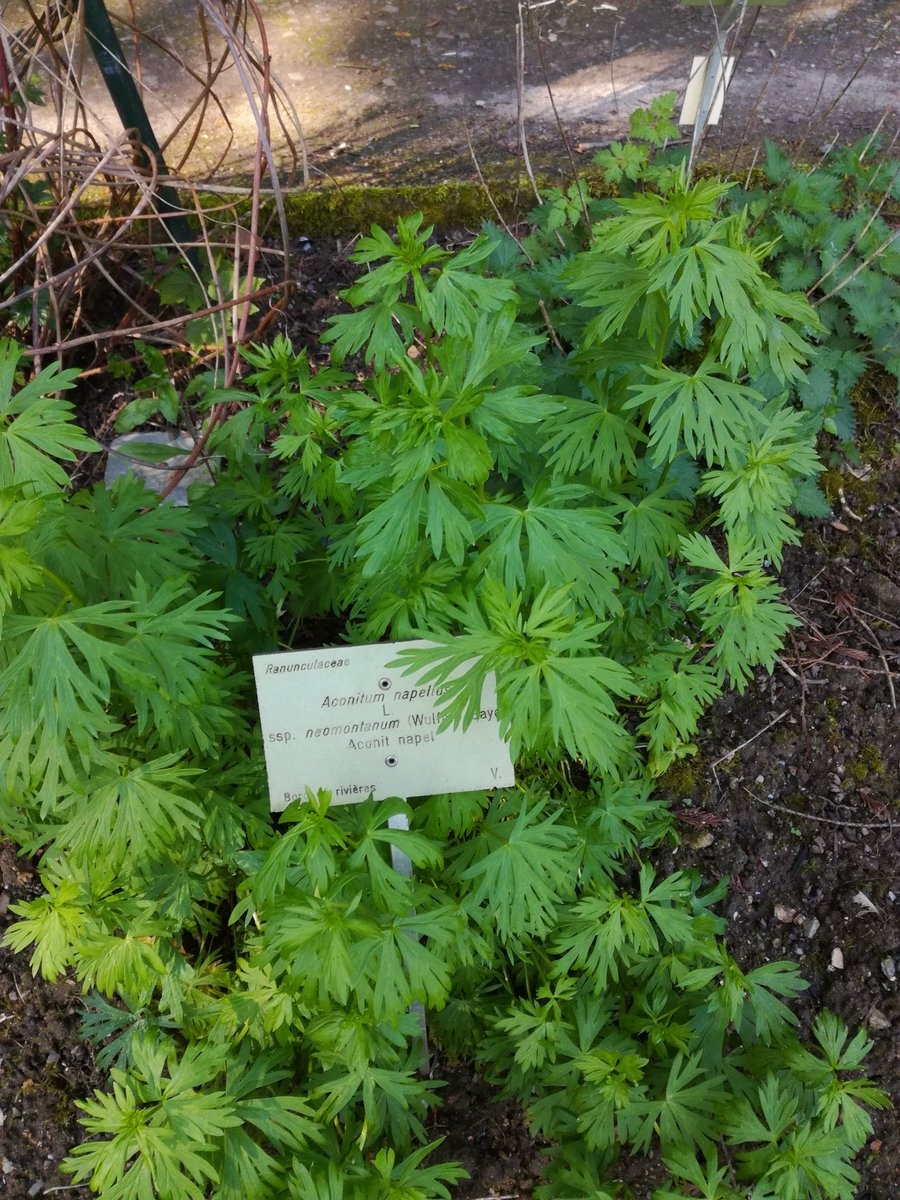
Plant non fleuri
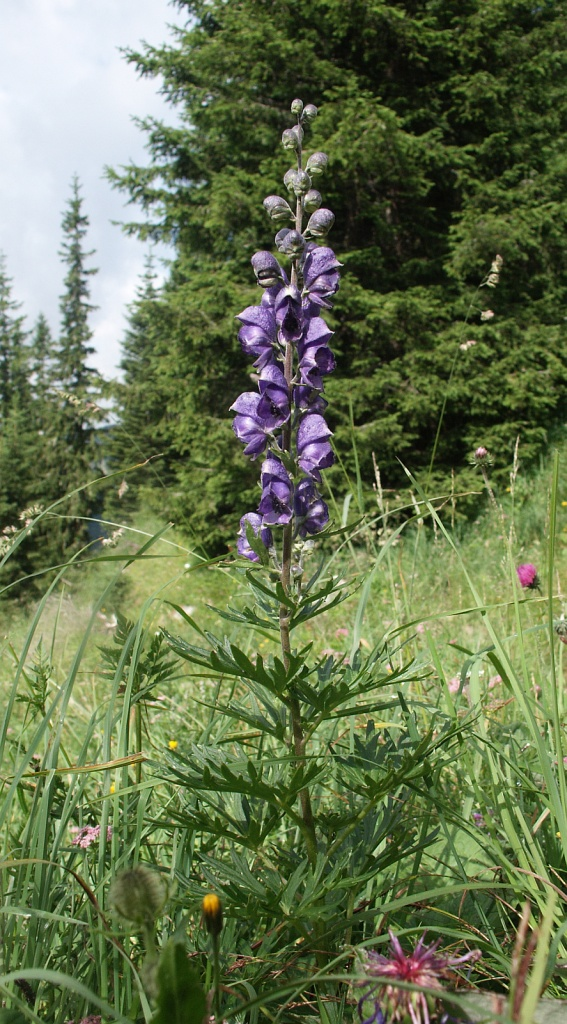
Aconit napel

L'aconit napel est une plante herbacée pérenne atteignant 0,5 à 1,5 m de hauteur, très feuillée, munie d'une racine noirâtre tubérisée et épaisse (en forme de petit navet pointu long de 5 à 10 cm garni de radicelles). La tige, dressée, glabre, cylindrique et robuste, porte en son sommet un épi de fleurs caractéristique. Les feuilles, à 7 ou 8 lobes découpés en fines lanières, sont alternes vert foncé, cunéiformes, profondément incisées, à nervures en éventail, devenant plus petites vers le haut de la plante.

### Appareil reproducteur

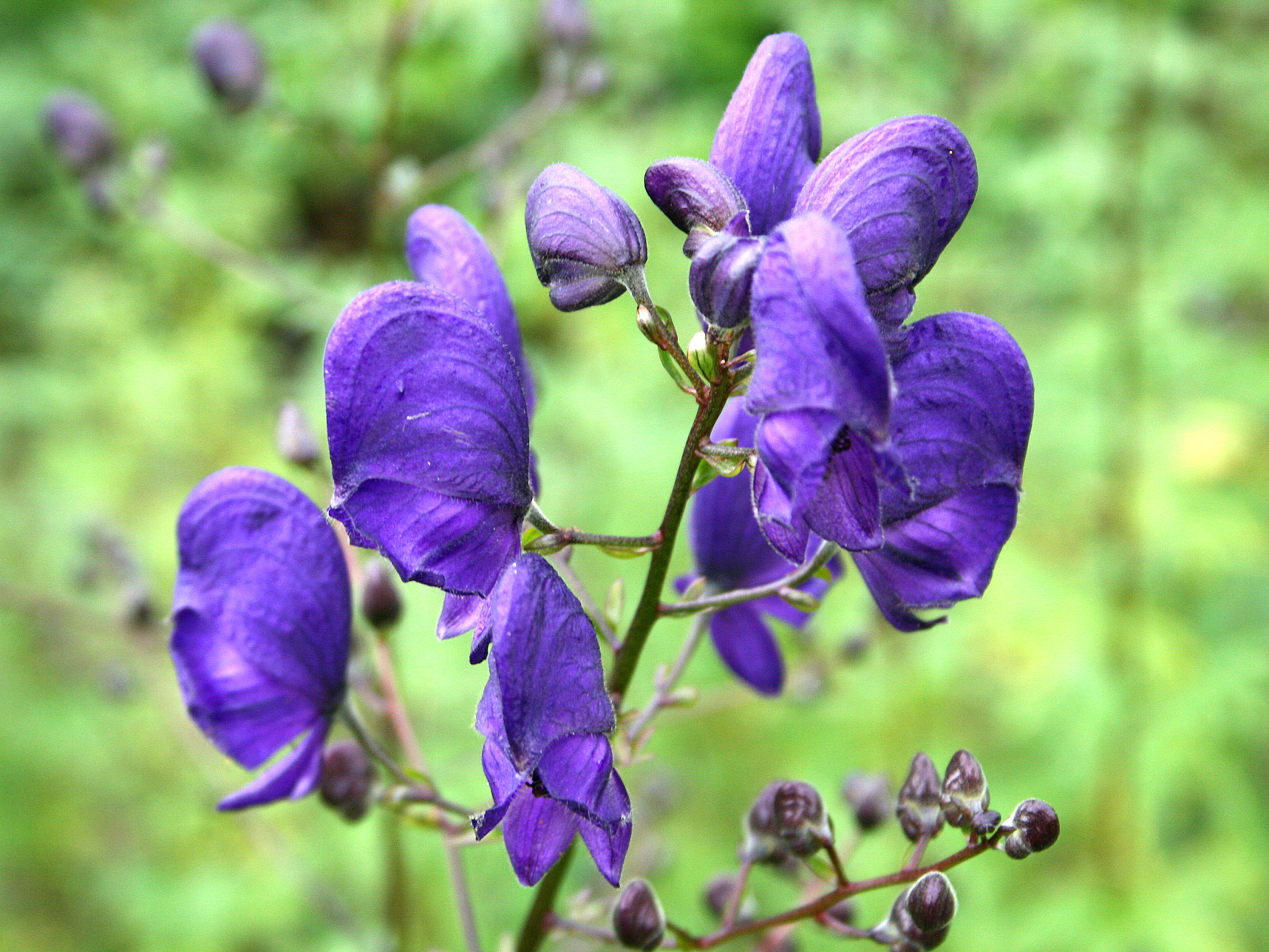
Inflorescence
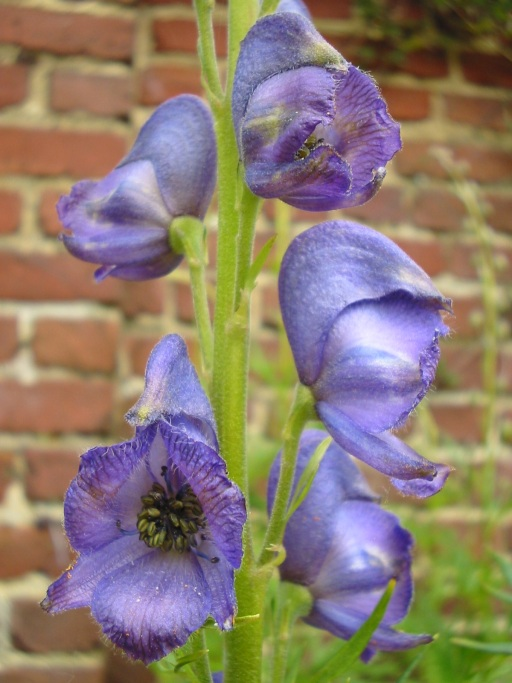
Inflorescence
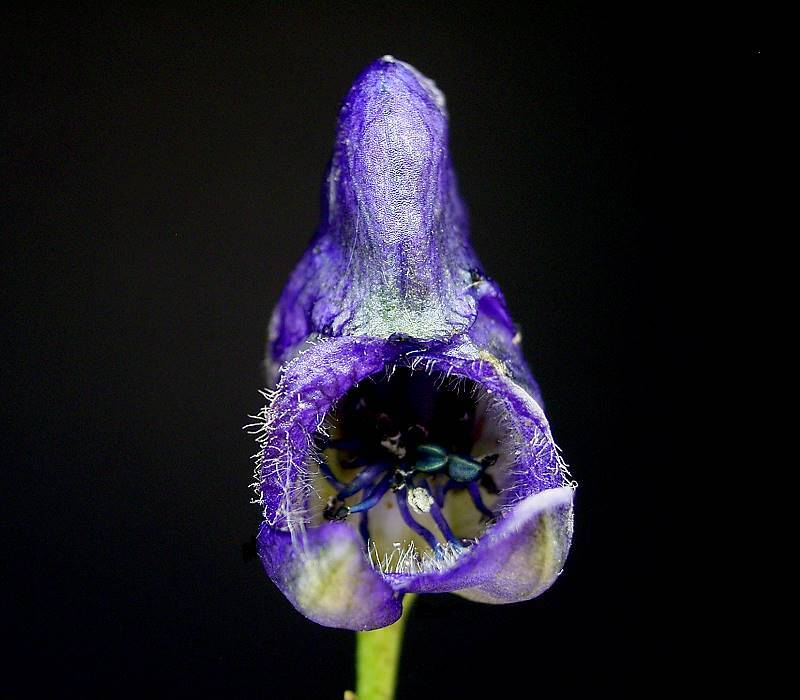
Fleur, de face
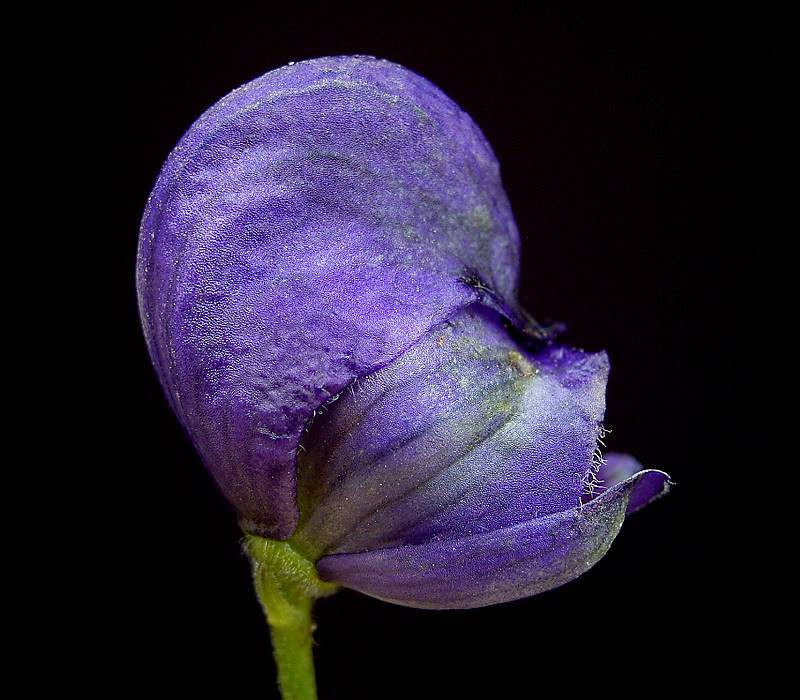
Profil de la fleur
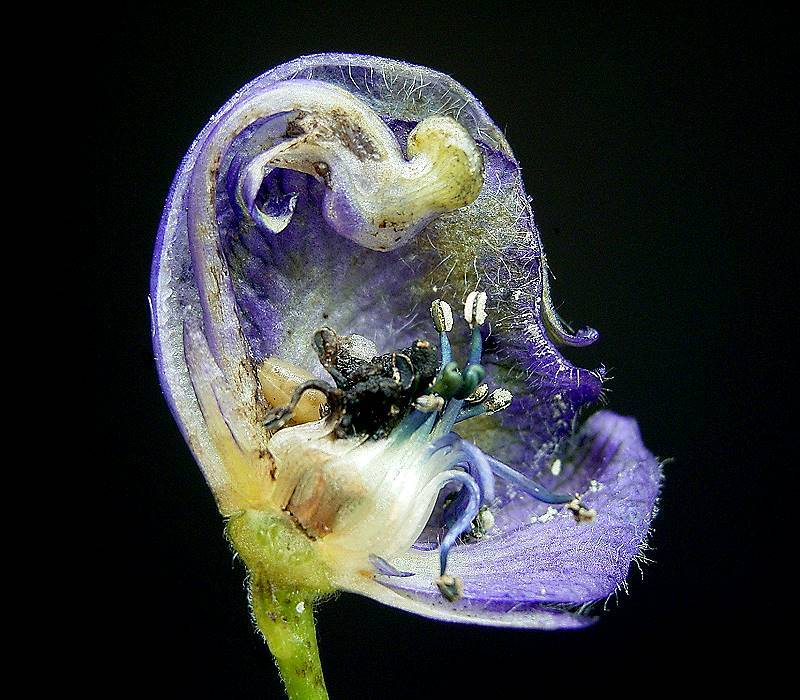
Coupe de la fleur
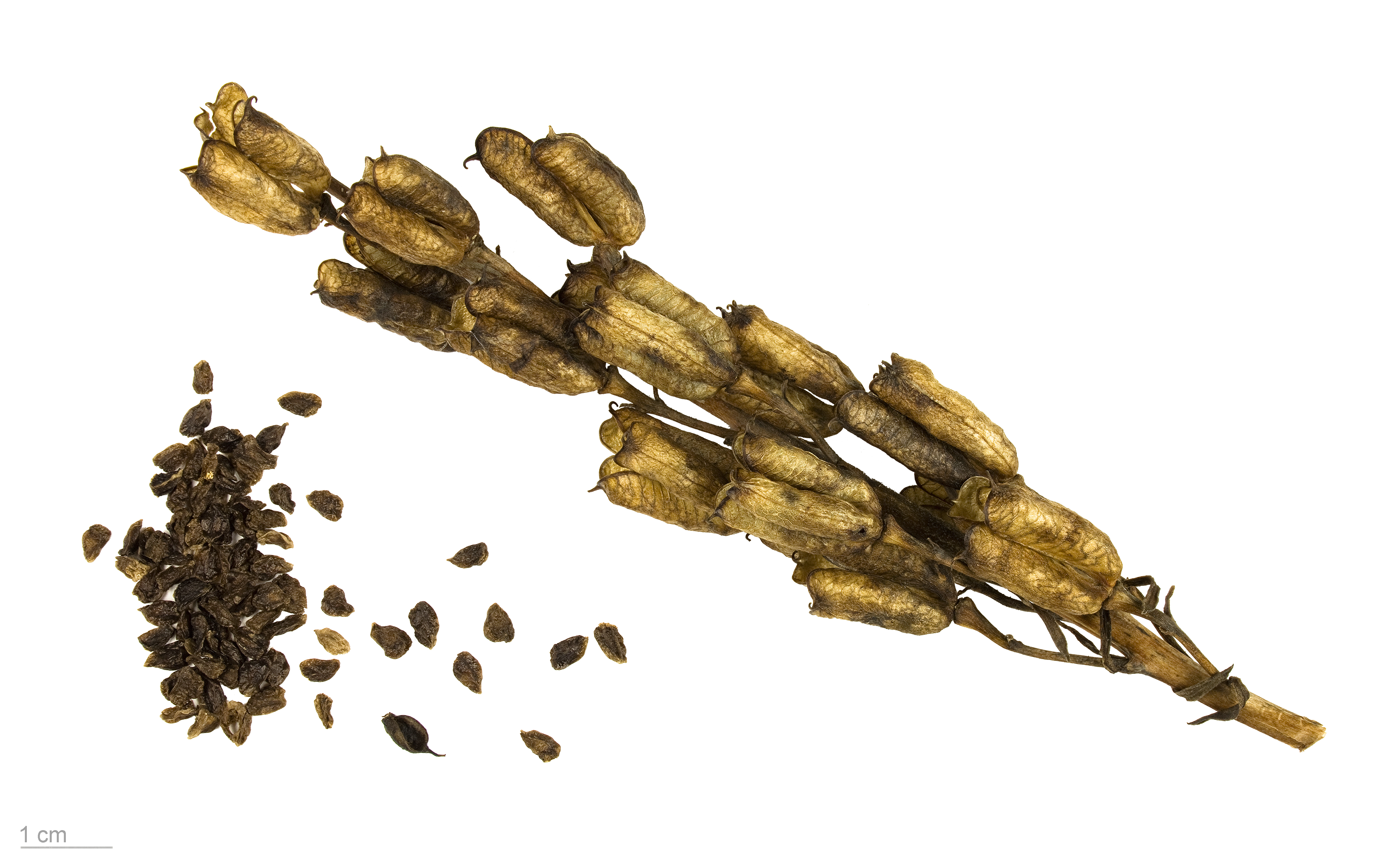
Aconitum napellus - Muséum de Toulouse

De juin à septembre, les fleurs, de couleur bleu-violet (rarement blanches), sont formées par le calice volumineux composé de cinq sépales, dont le sépale supérieur est galéiforme (en casque). La corolle, cachée à l'intérieur des sépales, abrite deux pétales tubulaires recourbés en forme de « char de Vénus » ou de « pistolets » et trois pétales très petits, réduits à l'état de simples écailles voire non formés.

## Habitat

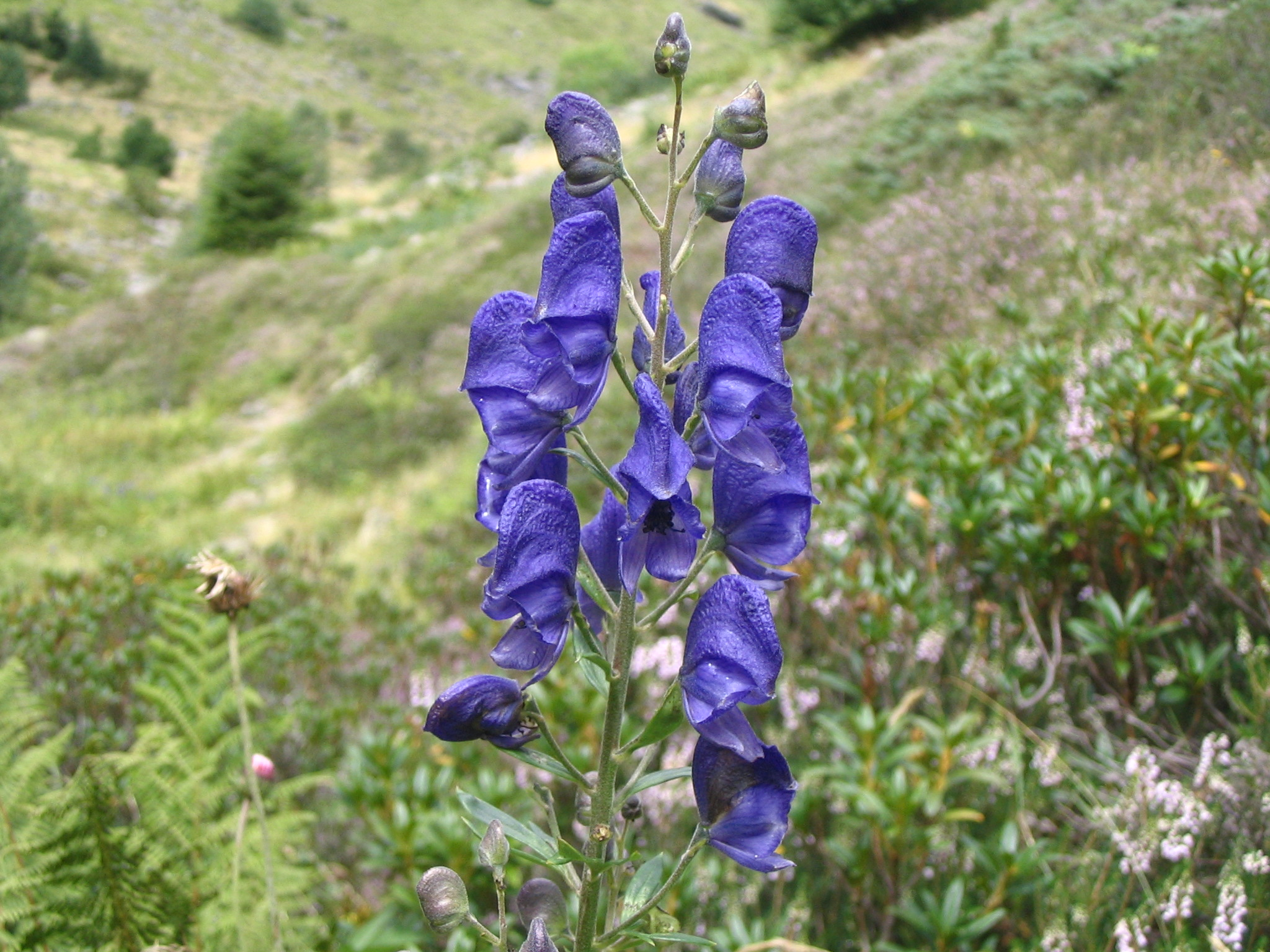
Aconit napel poussant dans un milieu ouvert.

L'aconit napel pousse dans les zones humides des montagnes (surtout au bord des torrents), à une altitude variant entre 500 m et 2 500 m.

## Répartition
On trouve l'aconit napel en Europe centrale et orientale, surtout en montagne, ainsi qu'en Asie surtout dans les plaines à plus de 1800 mètres de haut comme en Chine, au Japon, en Corée et les plateaux de l'Himalaya,,.

## Statuts de protection, menaces
L'espèce n'est pas encore évaluée à l'échelle mondiale et européenne par l'UICN. En France elle est classée quasi menacée (NT), proche du seuil des espèces menacées ou qui pourraient être menacées si des mesures de conservation spécifiques n'étaient pas prises.
En France, elle figure sur la liste des plantes protégées des département et régions Île-de-France, Alsace, Centre, Haute Normandie, Pays de la Loire, Bourgogne, Limousin et Poitou-Charentes.
En Belgique, elle est légalement protégée.

## Culture
L'aconit napel préfère les sols frais et la mi-ombre.

## Pharmacopée

### Composition et toxicité
L'aconit napel est l'une des plantes les plus toxiques du monde. L'empoisonnement par cette plante a été décrit dès 1845. Toute la plante est vénéneuse. Les molécules toxiques sont des alcaloïdes diterpéniques. L'alcaloïde principal est l'aconitine : les feuilles contiennent de 0,2 à 1,2 % d'aconitine, les racines de 0,3 à 2 %. L'aconitine entraîne la mort par paralysie des différents systèmes vitaux (respiratoire et circulatoire), elle engendre également entre autres symptômes des sueurs, une mydriase, une hypersalivation jusqu'à la mort. Il n'existe aucun antidote à cette toxine (au Moyen Âge, on croyait que l'anthorine extraite de l'aconit anthore était un antidote à l'aconitine). C'est la racine qui contient le plus d'aconitine : une ingestion de 2 à 3 g de racine est suffisante pour entraîner la mort. 
L'aconit peut également provoquer la mort d'animaux herbivores. Dans le nord du Sikkim, Charles Bell observa qu'un âne souffrant d'empoisonnement par l'aconit était traité en découpant le bout de ses oreilles et piquant dans ses quartiers arrière. Il rapporte également que les Tibétains de la vallée de Chumbi au Tibet prévenaient l'empoisonnement de leurs poneys, mulets, ânes et yaks en frottant des feuilles d'aconit bouillies sur la bouche et les narines de l'animal. Parce que ce traitement irrite les membranes buccales et nasales, les animaux deviennent ainsi conditionnés contre la consommation de la plante à l'avenir.

## Précautions
L'usage de gants est recommandé pour manipuler la plante ainsi que de se laver les mains en cas de contact avec la peau et ne pas se toucher les yeux et la bouche,,.

## Ressemblance avecMolopospermum peloponnesiacum
Les feuilles de l'Aconit napel peuvent être confondues avec celles du Molopospermum peloponnesiacum (aussi appelé couscouil), une apiacée très recherchée pour la consommation en Roussillon. Ces deux plantes se distinguent par contre facilement lorsqu'elles sont en fleurs. En juin 2018, une telle confusion a causé la mort d'un habitant des Pyrénées-Orientales et l'intoxication grave de deux autres,.

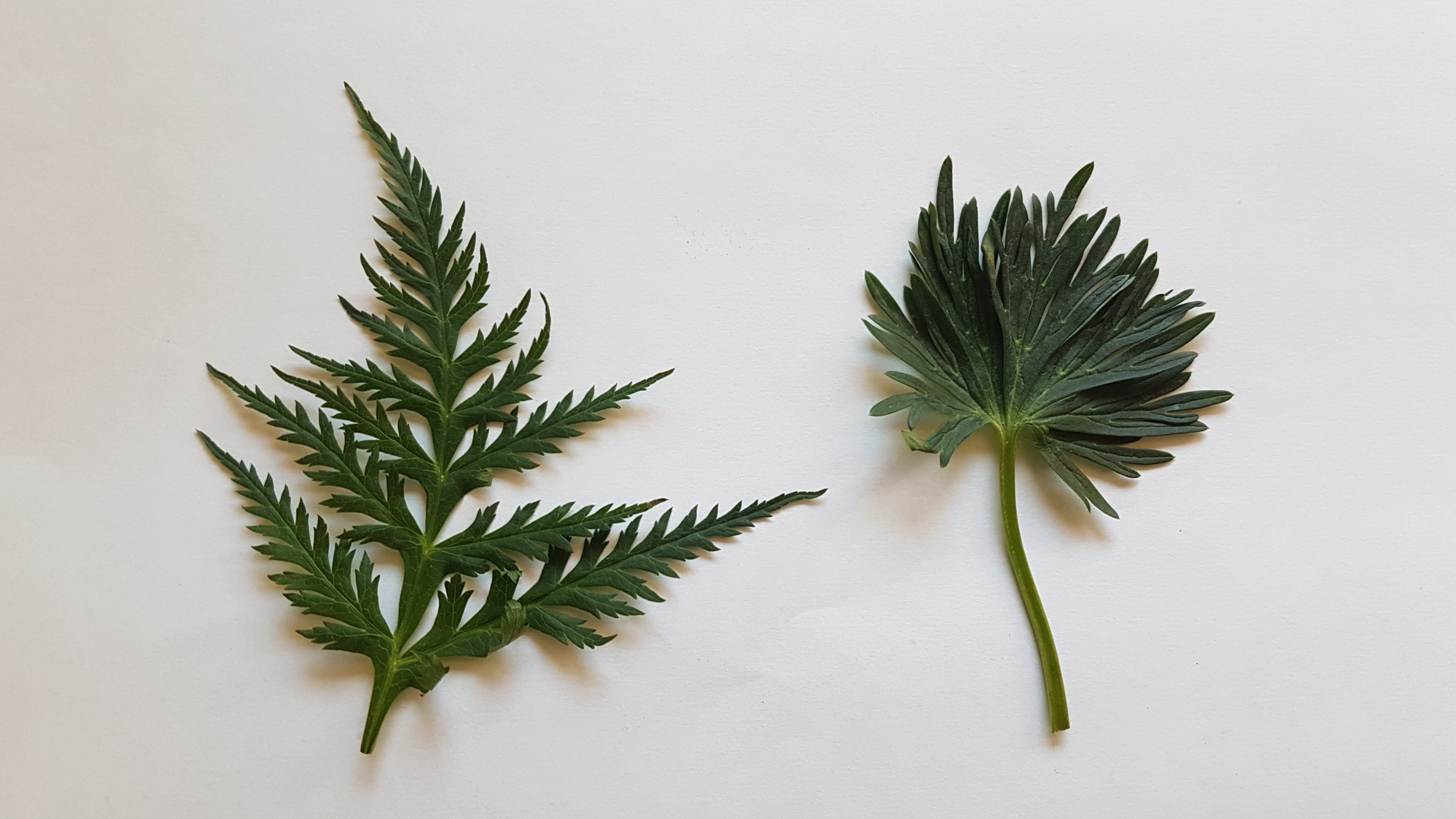
Feuilles de couscouil, à gauche, et d'Aconit napel, à droite (Pyrénées-Orientales).